# Kappa Ophiuchi
Kappa Ophiuchi is een ster in het sterrenbeeld Slangendrager. De ster heeft een magnitude van 3,20.